# Saison 1 de The Witcher
Chronologie
Saison 2
Cet article présente la première saison de la série télévisée américaine The Witcher.

## Synopsis de la saison
Situé dans un monde médiéval sur une masse terrestre connue sous le nom de « continent », The Witcher suit la légende de Geralt de Riv et de la princesse Ciri, qui sont liés par le destin l'un à l'autre.

## Distribution

### Acteurs principaux
- Henry Cavill (VF : Adrien Antoine) : Geralt de Riv
- Anya Chalotra (VF : Léopoldine Serre) : Yennefer de Vengerberg[1] (épisodes 2 à 8)
- Freya Allan (VF : Clara Quilichini) : Cirilla « Ciri » Fiona Elen Riannon
- Joey Batey (VF : Martin Faliu)[2] : Jaskier (épisodes 2, 4 à 6)
- MyAnna Buring (VF : Angèle Humeau) : Tissaia de Vries (épisodes 2, 3, 5, 7 et 8)
- Mimi Ndiweni (VF : Aurélie Konaté) : Fringilla Vigo (épisodes 2 à 8)
- Eamon Farren (en) (VF : Marc Arnaud) : Cahir Mawr Dyffryn aep Ceallach (épisodes 1, 2, 4 à 6 et 8)
- Anna Shaffer (VF : Youna Noiret) : Triss Merigold (épisodes 3, 7 et 8)
- Royce Pierreson (VF : Eilias Changuel) : Istredd (épisodes 2, 3 et 7)
- Wilson Radjou-Pujalte (VF : Kamel Isker) : Dara (épisodes 2 à 5)
- Mahesh Jadu (en) (VF : Rody Benghezala) : Vilgefortz de Roggeveen (épisodes 7 et 8)

### Acteurs récurrents
- Jodhi May (VF : Hélène Bizot) : la reine Calanthe (épisodes 1, 4 et 7)
- Adam Levy (en) (VF : Gilduin Tissier) : Sac-à-Souris (épisodes 1, 4 à 7)
- Björn Hlynur Haraldsson (VF : Xavier Fagnon) : le roi Eist Tuirseach  (épisodes 1, 4 et 7)
- Lars Mikkelsen (VF : Franck Capillery) : Stregobor (épisodes 1 à 3, 7)
- Therica Wilson-Read (VF : Aude Saintier) : Sabrina Glevissig (épisodes 2 et 3, 8)
- Terence Maynard (VF : Jean Paul Pitolin) : Artorius Vigo (épisodes 3 et 7)
- Judit Fekete (VF : France Renard) :  Vanielle de Brugge (épisodes 3, 7 et 8)

### Invités
- Emma Appleton (VF : Olivia Luccioni) : Renfri de Creyden (épisodes 1 et 8)
- Mia McKenna-Bruce (VF : Clara Soares) : Marilka (épisode 1)
- Tobi Bamtefa : sir Danek (épisodes 1 et 7)
- Maciej Musiał (VF : François Santucci) : Sir Lazlo (épisodes 1 et 7)
- Natasha Culzac (VF : Daria Levannier) : Toruviel (épisode 2)
- Amit Shah (VF : Juan Llorca) : Torque (épisode 2)
- Tom Canton (VF : Pierre Tessier) : Filavandrel (épisode 2)
- Shaun Dooley (VF : José Luccioni) : le roi Foltest (épisodes 3 et 7)
- Julian Rhind-Tutt (VF : Jérôme Berthoud) : Giltine (épisode 3)
- Jason Thorpe (VF : Christian Gonon) : Ostrit (épisode 3)
- Gaia Mondadori (VF : Pamela Ravassard) : Pavetta (épisode 4)
- Bart Edwards (en) (VF : Guillaume Lebon) : Hérisson / Duny (épisode 4)
- Josette Simon : Eithne (épisodes 4 et 5)
- Nóra Trokán : la générale Dryad (épisodes 4 et 5)
- Marcin Czarnik (en) : Mage Ronin (épisode 4)
- Blair Kincaid (VF : Jean Rieffel) : Crach An Craite (épisode 4)
- Lucas Englander (VF : Adrien Larmande) :  Chireadan (épisode 5)
- Jordan Renzo (VF : Brice Ournac) : Eyck de Denesle  (épisode 6)
- Ron Cook (VF : Gérard Darier) : Borch Trois-Choucas (épisode 6)
- Jeremy Crawford (VF : Stanislas Forlani) : Yarpen Zigrin (épisode 6)
- Ella-Rae Smith (en) : Fola (épisode 7)
- Francis Magee (VF : Michel Voletti) : Yurga (épisode 8)
- Anna-Louise Plowman (VF : Christèle Billault) : Zola (épisodes 7 et 8)
- Frida Gustavsson : Visenna, la mère de Geralt (épisode 8)

## Liste des épisodes
1. Le Début de la fin (The End's Beginning)
2. Quatre marks (Four Marks)
3. Lune de trahison (Betrayer Moon)
4. Des banquets, des bâtards et des obsèques (Of Banquets, Bastards and Burials)
5. Désirs inassouvis (Bottled Appetites)
6. Espèces rares (Rare Species)
7. Avant la chute (Before a Fall)
8. Bien plus (Much More)

### Épisode 1:Le Début de la fin (The End's Beginning)
En 1231, on découvre Geralt de Riv combattant et tuant un kikimora. Il se rend à Blaviken pour vendre la carcasse du monstre au bourgmestre puis, dans une taverne, rencontre Renfri, une princesse maudite pourchassée par le sorcier Stregobor. Ce dernier parvient à attirer Geralt dans son antre, dans le but de l'engager pour tuer Renfri, mais Geralt refuse. Renfri souhaite à son tour l'engager pour tuer le sorcier mais il refuse de nouveau et cherche à lui faire peur en lui imposant un ultimatum : soit il la tue sur-le-champ et empoche l'argent du sorcier, soit elle s'enfuit, arrête de chercher à tuer Stregobor et reste en vie. Elle accepte le marché, mais Geralt réalise plus tard que Renfri ne s'arrêtera pas avant d'avoir tué le sorcier : il part alors à sa recherche pour la stopper. Après avoir vaincu ses hommes, Geralt blesse mortellement Renfri. Dans un dernier souffle, elle parle à Geralt d'une fille de la forêt et dit qu'elle sera son destin, pour toujours. Le sorcier Stregobor récupère le corps de Renfri pour une autopsie mais Geralt s'y oppose. Poussés par le sorcier, les villageois forcent Geralt à quitter la ville. Ces évènements valent à Geralt d'être surnommé "le Boucher de Blaviken".

### Épisode 3:Lune de trahison(Betrayer Moon)
Yennefer poursuit sa liaison avec Istredd et planifie leur avenir, elle comme magicienne à la Cour d'Aedirn et lui comme chercheur de runes. Le Chapitre contrarie ses plans quand l'oncle de Fringilla préfère protéger sa nièce en envoyant à sa place Yennefer à la cour impériale de Nilfgaard, en se servant du secret de Yennefer concernant son quart de sang elfique, mal vu dans les Royaumes du Nord. Furieuse contre Istredd d'avoir divulgué son secret à Stregobor, elle demande à subir sa transformation immédiatement et sans anesthésie. Elle apprend qu'elle ne pourra pas avoir d'enfant dans la mesure où elle subit une ablation de ses organes reproducteurs.

### Épisode 4:Des banquets, des bâtards et des obsèques(Of Banquets, Bastards and Burials)
Yennefer est chargée de protéger la reine et sa jeune fille lors d'un voyage. Elles sont attaquées par un chasseur de primes envoyé par le roi pour supprimer la reine qui ne lui donne pas de fils. Yennefer crée des portails mais ne parvient pas à sauver le bébé. Elle l'enterre dans le sable. À la suite de cet événement, elle quitte la Cour d'Aedirn et préfère se concentrer sur la transmission de son héritage.
Jaskier demande à Geralt de le protéger au banquet donné par la Reine Calanthe. La princesse Pavetta est promise au prince des Îles Skellige mais un chevalier, frappé par un maléfice qui lui donne une tête de hérisson, invoque le droit de surprise et demande la main. Calanthe tente de le tuer mais Pavetta pousse un hurlement de lionne de Cintra. Calanthe accepte donc ce mariage ainsi que la demande en mariage du jarl de Skellige, Eist. Pour remercier Geralt de l'avoir défendu contre les gardes de Calanthe, Dony lui offre à son tour le droit de surprise. Pavetta vomit et tout le monde comprend que leur enfant à naître sera lié à Geralt, qui préfère fuir. Le druide Sac-à-souris le met en garde contre le danger de contrarier la Destinée.

### Épisode 5:Désirs inassouvis(Bottled Appetites)
Fringilla et Cahir demandent à un doppler de prendre l'apparence de Sac-à-souris pour récupérer Ciri chez les Dryades de Brokylone. En mourant, le druide murmure : « Tu n'as pas idée de ce que tu fais, vous n'avez pas idée de ce qu'elle est ».
Yennefer vit dans la clandestinité pour échapper à ses obligations envers la Confrérie. Tissaia la retrouve et lui annonce que la Confrérie s'inquiète de ses agissements. Elle ne comprend pas que Yennefer soit prête à tout pour avoir un enfant et la somme de retourner à Aretuza pour que la Confrérie lui pardonne.

### Épisode 6:Espèces rares(Rare Species)
Le doppler parvient à duper Ciri qui quitte la forêt de Brokylone avec Dara. L'elfe devient vite soupçonneux et Ciri parvient à révéler le visage du doppler en utilisant sa sensibilité à l'argent contre lui.

### Épisode 7:Avant la chute(Before a Fall)
Geralt est de retour à Cintra 12 ans après la mort de Pavetta, réclamant son droit de surprise, afin de protéger Ciri de l'armée de Nilfgaard. Calanthe le menace puis essaye de le tromper en lui présentant une fausse Ciri. Il finit enfermé dans les prisons de Cintra alors que la ville va bientôt être assiégée.
Yennefer est rappelée par Vilgefortz à Aretuza, en invoquant une requête de Tissaia. Elle participe alors à un conclave d'urgence pour statuer du sort de Cintra et de l'expansion de Nilfgaard. L'apparition de Fringilla, défendant l'attaque, la rancœur de Yennefer et la position de Stregobor de laisser l'arrogante Cintra se débrouiller ont raison de la position de Vilgefortz et de Tissaia de défendre le continent contre Nilfgaard. Tissaia supplie néanmoins Yennefer de l'aider.

### Épisode 8:Bien plus(Much More)
60 mages ont répondu à l'appel de Vilgefortz et partent défendre Sodden, forteresse gardant l'accès aux royaumes du Nord. Cahir, averti de la présence de mages par Fringilla, ne veut pas attendre de renforts et donne l'ordre d'attaquer. Yennefer organise les troupes des sorciers qui, dans un premier temps, repoussent les Nilfgaardiens.
L'échec de Vilgefortz contre Cahir, de Tissaia contre Fringilla puis les techniques interdites utilisées par cette dernière font basculer la bataille. Presque seule debout, Yennefer cherche des survivants. Retrouvant Tissaia, cette dernière lui demande de libérer son chaos,  contrairement à ce qu'elle lui avait enseigné : Yen fait alors déferler des flots de flammes mettant fin à cette bataille.
Pendant ce temps, Geralt parti à la recherche de Ciri tombe sur un charnier où s'affaire un paysan à donner une sépulture aux corps jonchant le sol. À la suite d'une attaque de putréfacteurs attirés par les morts, Geralt est mordu et, empoisonné par le venin du monstre, divague. Il se voit enfant auprès de sa mère avant qu'elle ne I'abandonne sans raison. Dans son délire, il se croit soigné par Visenna, sa mère druidesse, et lui reproche son abandon. Elle lui demande alors de retrouver l'enfant.

## Correspondance avec les livres
La première saison adapte des nouvelles des deux premiers volumes.
| Titre de l'épisode                           | Livre                   | Titre de la nouvelle    |
| -------------------------------------------- | ----------------------- | ----------------------- |
| 1. Le Début de la fin                        | Le Dernier Vœu          | Le Moindre Mal          |
| 2. Quatre marks                              | Le Dernier Vœu          | Le Bout du monde        |
| 3. Lune de trahison                          | Le Dernier Vœu          | Le Sorceleur            |
| 4. Des banquets, des bâtards et des obsèques | Le Dernier Vœu          | Une question de prix    |
| 5. Désirs inassouvis                         | Le Dernier Vœu          | Le Dernier Vœu          |
| 6. Espèces rares                             | L'Épée de la providence | Les Limites du possible |
| 7. Avant la chute                            | L'Épée de la providence | L'Épée de la providence |
| 8. Bien plus                                 | L'Épée de la providence | Quelque chose en plus   |

Les nouvelles La Voix de la raison et Un grain de vérité sont les deux seules des sept qui composent le recueil Le Dernier Vœu à ne pas avoir été directement adaptées dans un épisode de cette saison. Un grain de vérité est adaptée dans la saison 2. La Voix de la raison est une nouvelle un peu particulière et difficile à adapter : découpée en plusieurs parties et intercalée entre les autres, elle sert plus de fil conducteur pour les autres nouvelles et de présentations de certains personnages secondaires.
Trois nouvelles du second recueil L'Épée de la providence n'ont pas été adaptées dans cette saison : Éclat de glace, Le Feu éternel et Une once d’abnégation.